# 革新共产主义生态左翼
革新共产主义生态左翼（希腊语：Ανανεωτική Κομμουνιστική Οικολογική Αριστερά）是希腊的一个已不存在的共产主义政党。该党的成立源于1987年1月希腊共产党（国内派）的分裂。该党成立时，取名为希腊共产党（国内派）—革新左翼；2000年，改名为革新共产主义生态左翼。2004年，该党参与创建政党联盟激进左翼联盟。2013年，该党解散自己的组织，完全融入激进左翼联盟。